# Daytona (album)
Daytona (stiliseret i versaler) er det tredje studiealbum af den amerikanske rapper Pusha T. Albummet blev udgivet den 25. maj 2018 af G.O.O.D. Music og Def Jam Recordings. Det har gæsteoptrædener af Rick Ross og Kanye West samt ukrediteret vokal fra Tony Williams og 070 Shake. Kanye West fungerede også som executive producer og stod for produktionen af alle numrene, med yderligere produktion af Andrew Dawson og Mike Dean.
Daytona er det første af fem album, som Kanye West producerede i Jackson Hole, Wyoming, under de såkaldte "Wyoming Sessions". Albummet, der blev udgivet i 2018, består af syv numre og er en del af en ugentlig serie. "Daytona" blev udgivet før Wests ottende studiealbum "Ye", hans samarbejde med Kid Cudi, "Kids See Ghosts", Nas’ ellevte studiealbum "Nasir" samt Teyana Taylors andet studiealbum "KTSE".
Daytona blev promoveret af hovedsinglen "What Would Meek Do?", der blev udgivet den 4. juli 2018. Albummet debuterede som nummer tre på den amerikanske Billboard 200 med 77.000 album-ækvivalente enheder, hvoraf 39.000 var direkte albumsalg. Det modtog bred anerkendelse fra musikkritikere og blev af mange store publikationer betragtet som et af de bedste albums i 2018 og årtiet. "Daytona" blev også nomineret til bedste rapalbum ved Grammy Awards i 2019."

## Baggrund
I december 2015 udgav Pusha T albummet King Push – Darkest Before Dawn: The Prelude, som skulle fungere som en optakt til hans tredje album, King Push. Albummet oplevede dog flere forsinkelser, og i stedet annoncerede Kanye West Daytona via Twitter den 19. april 2018, sammen med albummets udgivelsesdato.   

## Optagelse og produktion
Optagelse og produktion: Indspilningssessionerne til albummet fandt sted i Jackson, Wyoming og Utah i løbet af 2017 frem til maj 2018. Den oprindelige produktion involverede flere højt profilerede producere, men det originale materiale blev skrottet, og Kanye West endte med at producere hele albummet. Produktionspåvirkningerne omfattede oprettelsen af individuelle sanglister og sampling. Albummet indeholdt ti unikke samples fordelt på sine syv numre, hvilket gør det til det projekt fra Wyoming Sessions med flest samples.
Sange, der blev indspillet til albummet, inkluderer "Sociopath" med gæstevokal fra Kanye West og Kash Doll. "Sociopath" blev senere officielt udgivet som single i august 2019, sammen med "Coming Home", der har Lauryn Hill medvirkende. "Coming Home" blev også rygtet at være planlagt til Daytona..
Albummet blev officielt færdiggjort den 23. maj 2018, to dage før den digitale udgivelse. 

## Cover
Det oprindelige kunstværk, som omslag/cover, til Daytona blev udskiftet et par dage før albummets udgivelse. Det officielle cover viser et billede af det narkotika-udstyrsbestrøede badeværelse fra den nu afdøde sangerinde Whitney Houstons hjem. Licensen til kunstværket kostede $85.000, betalt af Kanye West. Houstons eksmand, Bobby Brown, kritiserede coveret og kaldte det for "virkelig, virkelig dårlig smag." 

## Kontrovers
Den canadiske rapper Drake reagerede på Pusha Ts sang "Infrared", som omhandlede rygterne om, at Drake anvendte "ghost-writers", ved at udgive diss-nummeret "Duppy Freestyle" den 25. maj 2018. Sangen indeholder et omfattende sample af "Ever So Lovingly" af Táta Vega. "Duppy Freestyle" modtog betydelig mediebevågenhed og affødte et svar fra Pusha T på Twitter.
Fire dage efter udgivelsen af "Duppy Freestyle" svarede Pusha T med sin egen sang, "The Story of Adidon", i hvilken han hævdede, at Drake i hemmelighed var far til et barn med en pornostjerne. Drake bekræftede senere disse oplysninger på sit album Scorpion, som blev udgivet et par uger efter. Drake hævdede, at oplysningerne om barnet blev lækket af Kanye West,  mens Pusha T påstod, at Drakes producer, 40, havde lækket informationerne til en kvinde, han havde haft en affære med.

## Kritisk modtagelse
I 2019 blev Daytona anerkendt af flere publikationer som et fremtrædende album fra 2010'erne. NME rangerede albummet som det 82. bedste album fra årtiet. Rolling Stone placerede det som nummer 74 på deres liste over de 100 bedste album fra 2010'erne. Pitchfork inkluderede Daytona på 188. pladsen på deres liste over de 200 bedste album fra årtiet.  Derudover udnævnte Paste albummet som det 18. bedste hip-hop-album fra 2010'erne.

## Sporliste
| #  | Titel                                        | Længde |
| -- | -------------------------------------------- | ------ |
| 1. | "If You Know You Know"                       | 3:22   |
| 2. | "The Games We Play"                          | 2:46   |
| 3. | "Hard Piano" (featuring Rick Ross)           | 3:15   |
| 4. | "Come Back Baby"                             | 3:26   |
| 5. | "Santeria"                                   | 2:56   |
| 6. | "What Would Meek Do?" (featuring Kanye West) | 2:33   |
| 7. | "Infared"                                    | 2:50   |

Noter
- "Hard Piano" og "Santeria" har yderligere vokal fra Tony Williams. "Santeria" har yderligere vokal fra 070 Shake.